# Diary of a Madman
Diary of a Madman ist das zweite Studioalbum des Musikers Ozzy Osbourne. Es wurde am 7. November 1981 veröffentlicht. 2002 erschien eine Remaster-Version, bei der auch einige Teile geändert wurden. Diary of a Madman war das letzte Album mit Gitarrist Randy Rhoads, der bei der darauf folgenden Tour bei einem Flugzeugabsturz tödlich verunglückte. Das Album gilt heute, besonders auch wegen Rhoads’ Gitarrenspiel, als Klassiker.

## Entstehung und Stil
Beim Einspielen von Diary of a Madman musste sich die Band aufgrund der anstehenden Touraktivitäten beeilen. Dies ist dem Album anzumerken. So wurde etwa versäumt, die Version von Rhoads’ Gitarrensolo in Little Dolls durch die eigentlich zur Veröffentlichung bestimmte zu ersetzen. Die Balladen wirken zum Teil länger als nötig. Kurz vor der Veröffentlichung des Albums wurden Bob Daisley (Bass) und Lee Kerslake (Schlagzeug), die es eingespielt hatten, durch Rudy Sarzo und Tommy Aldridge ersetzt. Letztere kamen auch auf das Albumcover. Auch der dort genannte Don Airey war laut Aussage Bob Daisleys in einem Interview nicht beteiligt, eingespielt habe die Keyboards Johnny Cook.
Bei der Wiederveröffentlichung 2002 wurden die Original-Bass- und Schlagzeugspuren nicht verwendet, sondern wurden durch Robert Trujillo und Mike Bordin neu eingespielt. Alle Ausgaben ab 2011 revertieren zu den Originalspuren.

## Rezeption
Die Platte verkaufte sich sehr gut – bis heute über drei Millionen Mal – und erreichte Platz 16 der US-Charts. 2005 setzte das Magazin Rock Hard Diary of a Madman auf Platz 27 seiner „500 stärksten Scheiben aller Zeiten“. Robert Pöpperls Besprechung hob besonders auf Randy Rhoads’ „ausgefeilte neoklassische Instrumentaltechnik“ ab, noch mehr jedoch goutierte sie das „perfekte Songwriting“. Das Stück S.A.T.O sei das „absolute Juwel“ des Albums, vergleichbar mit Crazy Train vom Vorgänger.
Auch Steve Huey von Allmusic sah der schnellen Produktion zum Trotz „zahlreiche Momente der Brillanz“. Es gäbe Fans, die das Album dem starken Vorgänger wegen seiner düstereren Stimmung vorzögen, auch sei es besser produziert. Er vergab viereinhalb von fünf Sternen. J. D. Considine schrieb im Rolling Stone, auf der Platte würden mit massivem Sound und Geschwindigkeit beide Komponenten der Physik des harten Rocks optimal erfüllt. Zudem käme als Faktor X der Formel Gitarrist Randy Rhoads hinzu, den Considine als eine Art „Eddie van Halen junior“ sieht. Kritikpunkt waren lediglich die Texte, die besser nicht auf dem Innencover abgedruckt worden wären. Die Bewertung lag bei drei von fünf Sternen.

## Titelliste

### Original-LP

#### Seite eins
1. Over the Mountain – 4:31
2. Flying High Again – 4:44
3. You Can’t Kill Rock and Roll (Osbourne, Rhoads, Daisley) – 6:59
4. Believer (Osbourne, Rhoads, Daisley) – 5:17

#### Seite zwei
1. Little Dolls – 5:38
2. Tonight – 5:50
3. S.A.T.O. – 4:07
4. Diary of a Madman – 6:14

#### Bonusstück der Remaster-Version (2002)
- I Don't Know (Live) (Osbourne, Rhoads, Daisley) – 4:56

Alle Stücke wurden von Ozzy Osbourne, Randy Rhoads, Bob Daisley und Lee Kerslake geschrieben, außer wenn anders angegeben.

## Kommerzieller Erfolg

### Chartplatzierungen
| ChartsChartplatzierungen       | Höchstplatzierung | Wochen |
| ------------------------------ | ----------------- | ------ |
| Vereinigte Staaten (Billboard) | 16 (74 Wo.)       | 74     |
| Vereinigtes Königreich (OCC)   | 14 (12 Wo.)       | 12     |

### Auszeichnungen für Musikverkäufe
| Land/Region                  | Auszeichnungen für Musikverkäufe (Land/Region, Auszeichnung, Verkäufe) | Verkäufe  |
| ---------------------------- | ---------------------------------------------------------------------- | --------- |
| Kanada (MC)                  | Platin                                                                 | 100.000   |
| Neuseeland (RMNZ)            | Gold                                                                   | 10.000    |
| Vereinigte Staaten (RIAA)    | 3× Platin                                                              | 3.000.000 |
| Vereinigtes Königreich (BPI) | Silber                                                                 | 60.000    |
| Insgesamt                    | 1× Silber · 1× Gold · 4× Platin ·                                      | 3.170.000 |